# Jennifer Celotta
Jennifer Ann Celotta (11 de novembro de 1971) é uma produtora, roteirista e diretora de televisão estadunidense. Ela é mais conhecida por seu trabalho em The Office, Cobra Kai, Abbott Elementary, Malcolm in the Middle, The Newsroom, Greg the Bunny e Home Improvement. Recebeu maior destaque em The Office, onde dirigiu os episódios "Crime Aid", "The Promotion" e "Promos". Na quinta temporada da série, Celotta estava atuando como produtora executiva, junto com Paul Lieberstein.
Celotta e seus co-roteiristas de The Office receberam indicações ao Emmy Award na categoria Melhor Série de Comédia em 2007, 2008 e 2009, mas perderam em todos os três anos para 30 Rock. A equipe também recebeu indicações ao Writers Guild of America Award (WGA) em todos os anos desde 2006 até o final do programa. Eles ganharam em 2007, no entanto foram derrotados em 2006 por Curb Your Enthusiasm e por 30 Rock em 2008 e 2009. Celotta também foi indicada na categoria Melhor Nova Série em 2006, vencido por Grey's Anatomy.
Celotta recebeu um prêmio WGA na categoria "Comédia/Variedades – Música, Prêmios, Homenagens – Especiais" em 2009 por co-escrever o roteiro do Prêmios Independent Spirit. Ela compartilhou a vitória com os colegas Billy Kimball, Aaron Lee e Rainn Wilson.